# Téry Ödön (turistamozgalom-szervező)
Téry Ödön (Óbéba, Temes vármegye, 1856. július 4. – Budapest, 1917. szeptember 11.) orvos, a magyar turistamozgalom egyik megalapítója.

## Életpályája
Apja Téry József (1813– 1879), báró Sina tiszttartója, anyja Szilva Jozefa (1820–1901) volt. Édesapja a "Josephus Rikker" név alatt született és az óbébai uradalomban volt tiszttartó. Fiát még Edmundus Félix Antonius Wilhelmus Rikker néven anyakönyveztette, nevét csak később 1862-ben magyarosíttatta Téryre. 1865-ben a család Budapestre költözött, tanulmányait a VII. osztályig a krisztinavárosi elemi iskolában végezte, majd az 1873–74-es tanévben beiratkozott az egyetem orvosi karára mint rendkívüli hallgató. A nyolcadik félév alatt eleget tett katonai kötelezettségeinek is. 1876. november 7-én a krisztinavárosi plébánián feleségül vette másodunokatestvérét, Mészáros Emíliát, dr. Mészáros Ferenc vallás- és közoktatásügyi miniszteri tanácsos és Brozenbach Anna leányát. Téry Ödön orvosi diplomáját 1879. április 5-én nyerte el.
1880 szeptemberében a Selmecbánya közelében lévő Stefultóra került, és ott bányászorvosi állást vállalt. Megalapította a Magyarországi Kárpát-egyesület Szittnya-Osztályát, 1882-ben pedig a pénzügyminiszter támogatásával a berlini egészségügyi kiállításra küldték ki, ahol tanulmányozta a bányászatot, kohászatot és a dohányfeldolgozási ipart érdeklő egészségügyi berendezéseket, majd ennek eredményéről terjedelmes jelentésben számolt be.
Az 1883-84. évi himlőjárvány idején nyújtott rendkívüli önfeláldozó teljesítményének elismeréseképpen 100 Ft jutalmat nyert a bányaigazgatóságtól. Azonban anyagi körülményeinek kedvezőtlensége miatt arra kényszerült, hogy máshol próbáljon meg boldogulni. 1884. február 23-án visszaköltözött Budapestre, ahol a közegészségügyi igazgatásban helyezkedett el mint tanácsos.
1890. június 17-én kinevezték közegészségügyi felügyelővé. 1903. márciusában elnyerte a miniszteri osztálytanácsosi címet, 1906. március 14-én pedig közegészségügyi főfelügyelő lett. Ebben a minőségében dolgozott 1912. július 1-ig mint osztályvezető, mikor is a közegészségügyi szolgálat újraszervezése során e munkaköréből felmentették, majd a járványok és a háborús egészségügyi intézkedések körében foglalkoztatták tovább.

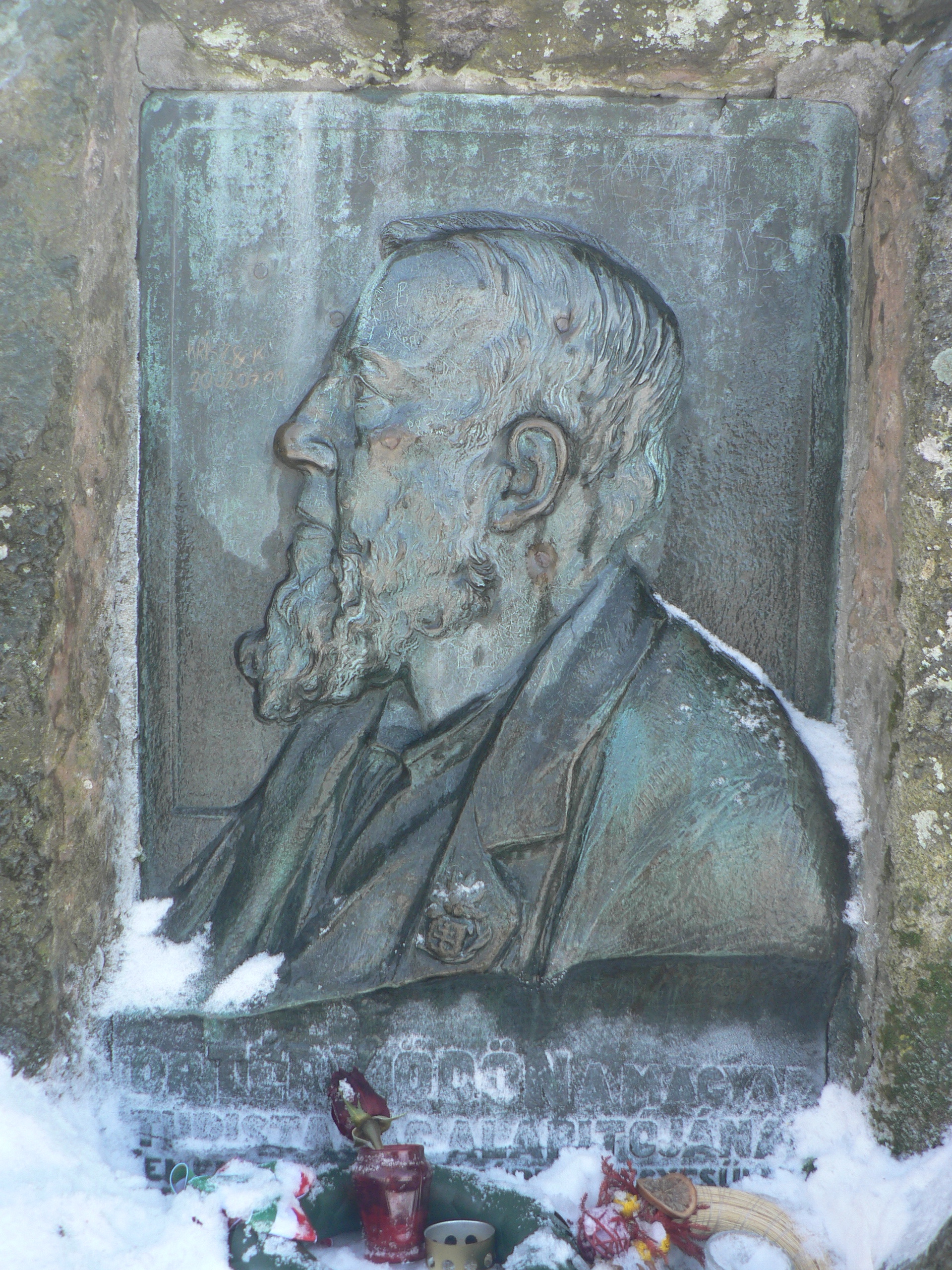
Téry Ödön emlékműve Dobogókőn

Számos dunántúli fogolytábort vizsgált felül 1916 telén, eközben súlyosan meghűlt, s innentől folyamatosan betegeskedett. Mellőzése és két katonáskodó fiáért való aggódása is hozzájárult szervezetének további gyengüléséhez. Asztmája miatt egyre gyakrabban kényszerült ágyban maradni, végül 1916 novemberében a teljes hivatali szolgálati idejének letöltésekor kénytelen volt nyugdíjaztatását kérni. Ekkor nevezték ki miniszteri tanácsossá.
A világháború okozta izgalmak 1917 nyarára alaposan megtörték egészségét, dacára a gróf Esterházy Jánosné nyitraújlaki kastélyában töltött üdülésének, már nem tudta visszakapni régi erejét. Hazatértekor, augusztus 16-án ágynak esett, majd szeptember 11-én hunyta le szemeit örökre.

## Házassága és leszármazottjai
Téry Ödön és Mészáros Emília gyermekei:
- Téry Etelka (Pest, 1877. február 28.–Pestszentlőrinc, 1939. március 17.). Férje: csalai Déry József (Pest, 1866. július 18.–Pestszentlőrinc, 1937. október 13.), Ítélőtáblai bíró, tartalékos hadbíró-ezredes, a Ferenc József-rend lovagja, festőművész, turista, hegymászó.[7]
- Téry Tivadar László Ferenc (Pest, 1878. november 11.–Budapest, 1939. december 22.), az Országos Földbirtokrendező Biróság állandó birája.[8] Felesége: tomkaházi Thomka Róza Mária.
- Téry Irén Vilma Anna (Pest, 1880. november 26.–Budapest, 1943. július 24.). Hajadon.[9]
- Téry Ferenc József (Pest, 1883. július 25.–Budapest, 1952. május 29.), mérnök. Neje: Winkle Ilona Mária Krisztina (Budapest, 1906. június 6.).[10][11]
- Téry Sára Jozefa Anna (Pest, 1886. január 8.–Budapest, 1954. szeptember 7.). Hajadon.[12]
- Téry Ödön Ignác László (Pest, 1887. június 25.)
- Téry Emília Jozefina Anna (Pest, 1888. július 7.–Budapest, 1945. március 27.). Hajadon.[13]
- Téry Ödön József Ferenc (Pest, 1890. július 8.–Amerikai Egyesült Államok, Belvedere (Dél-Karolina), 1981. június 7.) olimpiai ezüstérmes magyar tornász.
- Téry Anna (Pest, 1892. szeptember 15.). Férje: Wagner Rajmund Gyula (Pest, 1887. február 2.), banktisztviselő.[14]

## A turistamozgalom szervezőjeként
Élete során intenzíven foglalatoskodott a magyarországi turistamozgalom szervezésével. Kezdetben a Pilist és a Börzsönyt járta be, majd a tátrai hegyekben túrázott. Több csúcsot a Magas-Tátrában ő mászott meg először. Az ő nevéhez fűződik az első dobogó-kői menedékház alapítása.

## Emlékezete

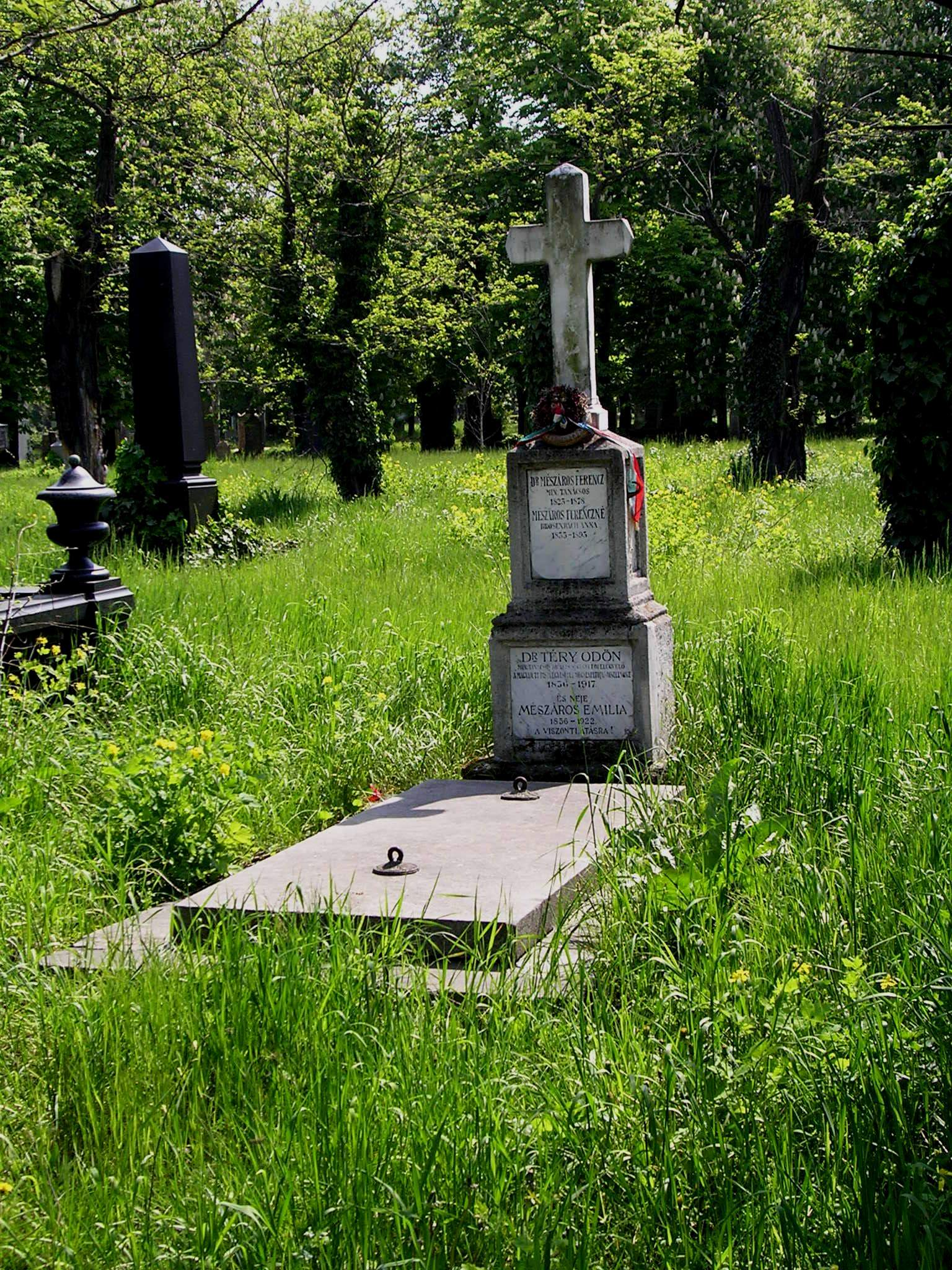
Sírja a Fiumei úti sírkertben (9/2-1-41/42)

- Számos turisztikai hely őrzi a nevét, például a Tátrában a Téry menedékház, a Téry-csúcs, a Téry-horhos vagy a Téry-kuloár, a Visegrádi-hegységben pedig a Téry út.
- Dobogó-kőn tiszteletére emlékművet állítottak.
- Szülőfalujában, Óbébán 2006-ban avatták fel mellszobrát.[15]
- Róla nevezték el a Téry Ödön Nemzeti Turistaház-fejlesztési Programot.[16]
- Téry Ödön emlékév